# Welcome to My Truth
Welcome to My Truth è il terzo singolo estratto dall'album Anastacia della cantautrice statunitense Anastacia. Scritto da Anastacia, Kara DioGuardi, e John Shanks è stato pubblicato l'8 novembre 2004, e tratta della distaccata relazione di Anastacia col padre, che l'ha abbandonata quando era piccola. Anche se Welcome to My Truth non ha avuto il boom dei predecessori Left Outside Alone e Sick and Tired, ha avuto un discreto successo in Belgio, Italia, Paesi Bassi e Spagna.

## Il video
Diretto da Diane Martel, è stato girato a Napa Valley, in California, il 17 e 18 luglio 2004.
Nel video, c'è una bambina che vede i genitori litigare, alternata a sequenze con Anastacia che canta in un giardino. Il padre lascia la casa e manda un saluto alla figlia. Successivamente, la bimba sta giocando e guardando la TV col fratello e la madre. Poi è a scuola a dipingere la Monna Lisa, per cui riceve una medaglia. Quando torna a casa, attacca il premio al frigorifero così che la madre lo veda e se ne senta orgogliosa. Invece, la madre non se ne accorge, e questo sconvolge la bimba; questo rivela la tristezza della madre, distrutta dal dolore per la separazione. Di notte la bimba dipinge una stanza allegramente. Anastacia è nel giardino e abbraccia la bambina, e mentre il suo passato e il suo presente coincidono, vediamo che lei ha superato la sua sofferenza. Il dipinto fatto dalla bimba indica che anche se la sua vita non è perfetta, può ancora essere felice.

## Tracce
UK CD 1
1. Welcome to My Truth – 4:03
2. Left Outside Alone (Jason Nevins Mix Show Edit)

UK CD 2
1. Welcome to My Truth – 4:03
2. The Saddest Part – 4:10
3. Left Outside Alone (Jason Nevins Global Club Edit) – 3:48
4. Welcome to My Truth (Live Version) – 4:06
5. Welcome to My Truth (Video)

European CD single
1. Welcome to My Truth – 4:03
2. The Saddest Part – 4:10

European CD maxi single
1. Welcome to My Truth – 4:03
2. The Saddest Part – 4:10
3. Sick and Tired (Live from The Hospital) – 3:59
4. Welcome to My Truth (Video)

Australian CD single
1. Welcome to My Truth – 4:03
2. The Saddest Part – 4:10
3. Sick and Tired (Live from The Hospital) – 3:59

## Classifiche
| Classifica (2004-2005) | Posizione raggiunta |
| ---------------------- | ------------------- |
| Australia              | 41                  |
| Austria                | 41                  |
| Belgio (Fiandre)       | 2                   |
| Belgio (Vallonia)      | 3                   |
| Danimarca              | 18                  |
| Germania               | 30                  |
| Irlanda                | 23                  |
| Italia                 | 14                  |
| Paesi Bassi            | 14                  |
| Regno Unito            | 25                  |
| Romania                | 69                  |
| Spagna                 | 4                   |
| Svezia                 | 49                  |
| Svizzera               | 35                  |
| Ungheria               | 24                  |